# شهرستان گیژتسکو
شهرستان گیژتسکو (به لهستانی: Powiat Giżycko) یک شهرستان در لهستان است که در استان وارمی-ماسوری واقع شده‌است. شهرستان گیژتسکو ۱٬۱۱۸٫۷۴ کیلومتر مربع مساحت و ۵۶٬۸۶۳ نفر جمعیت دارد.